# Bello FiGo
Paul Yeboah (Acra, Ghana, 4 de agosto de 1992), conocido en línea por sus apodos Bello Figo y Bello FiGo Gu y antiguamente también Bello FiGo Gucci, es un rapero ghanés afincado en Italia, conocido en este último país por sus numerosas canciones en las que a menudo parodia diferentes temas como el racismo, el sexismo y la política; a menudo causan controversia y debate en Italia sobre su función social, política y cultural debido a la manera en la que habla sobre estos temas.

## Vida y carrera
Nacido en Acra (capital de Ghana) Bello Figo se trasladó  con su familia a Parma, en Italia, en 2004. En 2010  empezó a publicar vídeos musicales de producción propia en su canal de YouTube. En un primer momento, utilizó los apodos Bello FiGo Gucci y Gucci Boy, pero la popularidad de sus vídeos hizo que, cuando las personas buscaban "Gucci" en motores de búsqueda de web italianos, los primeros resultados fueran sobre él en vez de sobre la marca italiana de moda Gucci. Esto le causó una demanda por parte de la compañía, que tiempo después fue retirada al llegar a un acuerdo consensuado en el cual Bello FiGo renunciaba al uso del nombre Gucci.
Las canciones de Bello Figo están hechas en un estilo intencionadamente pobre, llamado "trash rap" debido a la baja calidad técnico-estilística de su música rap, acompañada de textos extraños, surrealistas, satíricos y a menudo gramaticalmente incorrectos. Sus vídeos musicales, publicados solo en YouTube, han tenido millones de visitas (por ejemplo, la canción "Non Pago Affitto" tiene hasta enero de 2020 más de 26 millones de visitas) y han convertido a Bello FiGo en un fenómeno de Internet en Italia.
Después de las primeras canciones, caracterizadas principalmente por temas de vulgaridad y sexismo, Bello FiGo cambió de temáticas a partir de 2016, con las canciones "Sono bello come profugo", "Non Pago Affitto" y "Referendum Costituzionale", las cuales tienen un cariz más político, aplicando su estilo y su auto-ironía a los argumentos estereotipados inherentes a los inmigrantes en Italia, descritos en su mayoría como desagradables y delincuentes. También se burló, además de estos estereotipos, de varias figuras políticas. Por esta razón, en 2016 fue definido por la revista de música Rolling Stone como "el artista más politizado de Italia", y entre finales de 2016 y principios de 2017, sufrió varias disputas y amenazas violentas, incluso de racismo, por grupos y sujetos cercanos a la extrema derecha, que llevaron a la cancelación de algunos de sus conciertos por temor a tensiones y trastornos públicos (en Brescia, en Borgo Virgilio, en Legnano y en Roma). El 30 de abril de 2018 publicó Swag negro. Non ce la fa nessuno, un libro autobiográfico.
En diciembre de 2019, Bello FiGo fue denunciado por la Universidad de Pisa y su rector, Paolo Mancarella, quien declaró, después de ser contactado por la AGI, que la Universidad habría hecho todo lo posible para defender su honor y reputación, debido a una canción sobre el sexo que Bello FiGo ha publicado en su canal oficial de YouTube el 6 de diciembre de 2019, "Trombo a facoltà", que fue grabada dentro de las clases de economía de la Universidad. Declararon que su personal no sabía nada al respecto y no le dieron autorización para grabar el vídeo. En febrero de 2020 lanzó la canción "CoronaVirus" que obtuvo casi 5 millones de visitas en YouTube. El 11 de mayo de 2020 lanzó su tercer álbum musical en Spotify y YouTube. El álbum se llama "Terra Transsese in estate". 